# Jacob Tremblay
Jacob Tremblay (Vancouver, 5 de octubre de 2006) es un actor canadiense, conocido por interpretar a Blue Winslow en Los Pitufos 2 (2013), a Cody en Somnia: Antes de despertar (2015) y en una actuación altamente aclamada por la crítica, a Jack en La habitación (2015) por la que ganó el Premio de la Crítica por mejor artista joven. También interpretó a Auggie Pullman en Wonder (2017).

## Vida y carrera
Tremblay nació en Vancouver, Columbia Británica, el 5 de octubre de 2006. Vive cerca de Langley, Columbia Británica. Su padre, Jason Tremblay, es un detective policial, y su madre chilena, Christina Candia Tremblay, es ama de casa. Tremblay tiene una hermana mayor, Emma, y una hermana pequeña, Erica.
En el año 2013 Tremblay hizo su debut en el cine con uno de los papeles principales: el de Blue Winslow, en la película de animación Los Pitufos 2, junto a Neil Patrick Harris; la película fue dirigida por Raja Gosnell y estrenada el 31 de julio de 2013, por Columbia Pictures. Tremblay interpretó a Jack en el aclamado drama de cine La habitación, coprotagonizada con Brie Larson. La película, dirigida por Lenny Abrahamson, se estrenó el 4 de septiembre de 2015 en el Festival de Cine de Telluride, y fue lanzada en los cines el 16 de octubre de ese año, por A24 Films. Por su actuación, fue nominado a un Premio del Sindicato de Actores por Mejor Interpretación de un Actor en un Papel Secundario, convirtiéndose en el segundo actor más joven nominado para ese premio. En 2017 actuó en la película Wonder en el papel de August "Auggie" Pullman. En 2019 fue uno de los protagonistas de la película Chicos buenos en el papel de Max (curiosamente en esa película volvió a colaborar con su compañera de Wonder Millie Davis quien interpretó a Summer)

## Filmografía

### Películas
| Año  | Título                                        | Personaje                                | Notas          |
| ---- | --------------------------------------------- | ---------------------------------------- | -------------- |
| 2013 | The Great Sambini & Booger the Magic Ferret   | The Great Sambini                        |                |
| 2013 | Los Pitufos 2                                 | Blue Winslow                             |                |
| 2013 | The Magic Ferret                              | Sam                                      | Cortometraje   |
| 2014 | Extraterrestrial                              | Matty                                    | Sin acreditar  |
| 2015 | Gord's Brother                                | Joven Gord                               | Cortometraje   |
| 2015 | La habitación                                 | Jack Newsome                             |                |
| 2016 | Donald Trump's The Art of the Deal: The Movie | Niño 4                                   |                |
| 2016 | Shut In                                       | Tom                                      |                |
| 2016 | Somnia: Antes de despertar                    | Cody                                     |                |
| 2016 | Burn Your Maps                                | Wes Firth                                |                |
| 2017 | El libro de Henry                             | Peter Carpenter                          |                |
| 2017 | Wonder                                        | "Extraordinario" August (Auggie) Pullman |                |
| 2018 | El Depredador                                 | Rory McKenna                             |                |
| 2018 | The Death and Life of John F. Donovan         | Young Rupert Turner                      |                |
| 2019 | Chicos buenos                                 | Max                                      |                |
| 2019 | Doctor Sueño                                  | Bradley Trevor                           |                |
| 2020 | Here We Are: Notes for Living on Planet Earth | Finn (voz)                               | Cortometraje   |
| 2021 | Luca                                          | Luca Paguro (voz)                        |                |
| 2021 | Ciao Alberto                                  | Luca Paguro (voz)                        | Cortometraje   |
| 2022 | El dragón de papá                             | Elmer (voz)                              |                |
| 2023 | La sirenita                                   | Flounder (voz)                           |                |
| 2023 | Cold Copy                                     | Igor Nowak                               |                |
| 2023 | The Toxic Avenger                             | Wade                                     |                |
| 2024 | Orión y la oscuridad                          | Orión (voz)                              |                |
| 2026 | Wildwood                                      | Curtis Mehlberg (voz)                    | En producción  |
| TBA  | Queen of Bones                                | Sam                                      | Filmación      |
| TBA  | The Skeleton Tree                             | Frank                                    | Postproducción |
| TBA  | The Life of Chuck                             |                                          | Postproducción |

### Televisión
| Año            | Título                     | Personaje                      | Notas                         |
| -------------- | -------------------------- | ------------------------------ | ----------------------------- |
| 2013           | Motive                     | Riley Stanwyck                 | Episodio: "Undertow"          |
| 2013           | Mr. Young                  | Young Tater                    | Episodio: "Mr. Finale Part 1" |
| 2014           | My Mother's Future Husband | Connor                         |                               |
| 2014           | Santa's Little Ferrets     | Todd Collins                   |                               |
| 2016           | The Last Man on Earth      | Joven Tandy                    |                               |
| 2016           | Billy on the Street        | Él mismo                       |                               |
| 2017           | American Dad!              | Joven Charles Lindbergh (voz)  | Episodio: "Fight and Fight"   |
| 2017- presente | Pete the Cat               | Pete the Cat (voz)             | Papel Principal               |
| 2018           | Animals                    | Nuke (voz)                     | Episodio: "Roachella"         |
| 2019           | The Twilight Zone          | Oliver Foley                   | Episodio: "The Wunderkind"    |
| 2019           | Harley Quinn               | Robin/Damian Wayne             | Papel Recurrente              |
| 2023           | Invencible                 | Prince Lizard, Phase Two (voz) | Episodio: "Atom Eve"          |

### Video musical
| Año  | Título   | Artista                      |
| ---- | -------- | ---------------------------- |
| 2020 | "Lonely" | Justin Bieber y Benny Blanco |

## Premios y nominaciones

### Premios del Sindicato de Actores
| Año  | Categoría              | Trabajo       | Notas    |
| ---- | ---------------------- | ------------- | -------- |
| 2016 | Mejor Actor de Reparto | La habitación | Nominado |

### Critic's Choice Movie Awards
| Año  | Categoría                | Trabajo       | Notas    |
| ---- | ------------------------ | ------------- | -------- |
| 2016 | Mejor Actor/Actriz Joven | La habitación | Ganador  |
| 2018 | Mejor Actor/Actriz Joven | Wonder        | Nominado |

#### Otros premios
| Año  | Premiación                                       | Categoría                                             | Trabajo       | Notas    |
| ---- | ------------------------------------------------ | ----------------------------------------------------- | ------------- | -------- |
| 2015 | Austin Film Critics Association Awards           | Artista Revelación                                    | La habitación | Ganador  |
| 2015 | Austin Film Critics Association Awards           | Mejor Actor                                           | La habitación | Nominado |
| 2015 | Chicago Film Critics Association Awards          | Actuación más Prometedora                             | La habitación | Ganador  |
| 2015 | Phoenix Critics Circle Awards                    | Mejor Actor de Reparto                                | La habitación | Nominado |
| 2015 | Santa Bárbara International Film Festival Awards | Galardón Virtuoso                                     | La habitación | Ganador  |
| 2015 | Satellite Awards                                 | Mejor Actor Revelación                                | La habitación | Ganador  |
| 2015 | Women Film Critics Circle Awards                 | Mejor Reparto                                         | La habitación | Ganador  |
| 2015 | Young Artist Awards                              | Mejor Interpretación Película - Joven Actor Principal | La habitación | Nominado |